# Idaea microsaria
Idaea microsaria là một loài bướm đêm trong họ Geometridae.